# Trần Đình Long (nhà cách mạng)
Trần Đình Long (1 tháng 3 năm 1904 - 1945) là nhà hoạt động cách mạng trong phong trào cộng sản Việt Nam, là cố vấn của Ủy ban khởi nghĩa Hà Nội trong Cách mạng tháng 8 năm 1945. Ông còn là một nhà văn, nhà báo và nhà hoạt động sân khấu, với bút danh Lương Phong hoặc tên viết tắt T.Đ.L, L.P.

## Hoạt động cách mạng

### Thời kỳ đầu
Ông sinh ngày 1 tháng 3 năm 1904, nguyên quán làng Đồng Dụ, nay thuộc xã Tiến Thắng, huyện Lý Nhân, tỉnh Hà Nam. Ông sinh ra trong một gia đình có xưởng sản xuất đồ gỗ gia dụng kinh doanh tại phố Hàng Mâm, thành phố Nam Định. Học xong bậc Thành chung, ông vào làm thư ký tại Nhà máy dệt Nam Định một thời gian.
Năm 1925, Trần Đình Long sang làm thợ ảnh tại Campuchia, ở đây gặp một nhà cách mạng Việt Nam và được giác ngộ cách mạng. Tháng 6 năm 1926, ông trở về Mỹ Tho, Nam Kỳ, tham gia công tác tuyên truyền cách mạng ở địa phương. Tháng 11 năm đó, được anh trai là Trần Đình Lượng cấp kinh phí, ông sang Paris học đại học và hoạt động trong phong trào công nhân do Đảng Cộng sản Pháp lãnh đạo. Năm 1928, ông được Đảng Cộng sản Pháp giới thiệu sang học tập tại Trường đại học Cộng sản-Lao động Phương Đông (Moskva). Học khóa 1928-1931, Trần Đình Long có tên tiếng Nga là Pevơnêer, mang số thẻ học sinh 4433 và cùng khoa với 9 người Việt Nam nữa.

### Trở về Việt Nam

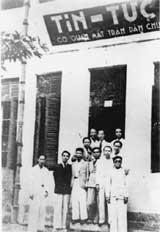
Tòa soạn báo Tin tức thời kỳ Mặt trận Dân chủ: Trường Chinh (thứ 2 hàng đầu từ phải sang), Trần Đình Long (ở giữa hàng cuối, thắt cà vạt)

Tốt nghiệp đại học tại Moskva, ông trở về Pháp rồi đi tàu về Việt Nam. Khi tàu vừa cập cảng Sài Gòn, ông bị mật thám Pháp bắt ngay, sau bị giải về Bắc Kỳ và giam 4 tháng vì tội vượt biên sang Nga trái phép. Được trả tự do, ông ở lại Hà Nội và bắt liên lạc với Đảng Cộng sản. Thời gian này, ông kết hôn với một cô gái Hà Nội tên Phương. Hai vợ chồng thuê lại cửa hàng kinh doanh sách báo tiến bộ nước ngoài tại 26 phố chợ Đồng Xuân để sinh sống .
Thời kỳ Mặt trận Dân chủ (1936-1939), cùng với Trần Huy Liệu, Nguyễn Thế Rục, Đặng Xuân Khu, Vân Đình, Đặng Thai Mai, Hải Triều..., ông tích cực tham gia hoạt động báo chí của Xứ ủy Bắc Kỳ một cách công khai. Ông viết bài cho các báo Le travail (Lao động), Ressemblement! (Tập Hợp), En avamt (Tiến Lên), Notre voix (Tiếng nói của chúng ta), Tin tức, Đời nay, làm chủ nhiệm báo Khỏe (chưa ra được số nào thì đã bị cấm), quản lý báo Thời Thế đến tháng 2 năm 1938 thì lại bị cấm tiếp. Tháng 8 năm 1939, khi vào Thanh Hóa phát hành báo, ông bị chính quyền bắt lần hai vì tội "đi cổ động nhân dân chống thuế". Giam giữ được một thời gian, ông lại được thả tự do vì không tìm ra chứng cứ.
Năm 1940, chính quyền Pháp lại bắt Trần Đình Long lần thứ ba vì tội danh "cộng tác với báo chí cộng sản và cổ động dân chúng chống lại chính phủ bảo hộ". Ông bị giam tại nhà tù Sơn La, cùng với Trần Huy Liệu, Tô Hiệu, Nguyễn Lương Bằng... Ở trong ngục, ông sáng tác một số vở kịch đồng thời thành lập gánh hát trong nhà giam, biểu diễn các tác phẩm có nội dung yêu nước.

### Tổng khởi nghĩa
Sau khi Nhật đảo chính Pháp vào tháng 3 năm 1945, ông cùng các tù chính trị ở Sơn La được thả tự do. Về đến Hà Nội, ông liên lạc với Xứ ủy Bắc Kỳ, và được giao nhiệm vụ cố vấn cho Ủy ban Quân sự Cách mạng Hà Nội (Ủy ban khởi nghĩa). Cùng với Lê Trọng Nghĩa, ông còn là người liên lạc với Khâm sai Bắc bộ Phan Kế Toại, để đề nghị Phan Kế Toại đứng về phía Việt Minh. Sau khi Cách mạng tháng 8 thành công và nhà nước Việt Nam Dân chủ Cộng hòa ra đời, ông trở thành Trợ lý ngoại giao cho Chủ tịch Hồ Chí Minh, cùng với Tạ Quang Bửu, Bùi Lâm và Nguyễn Đức Thụy.
Cuối tháng 11 năm 1945, Trần Đình Long được Chính phủ phái cùng đại diện Việt Nam Quốc dân đảng xuống Kiến An để giải quyết tranh chấp giữa lực lượng Quốc dân đảng với Vệ quốc đoàn. Xong khi đã giải quyết êm đẹp, ông trở về Hà Nội vào chiều 24 tháng 11 năm 1945. Ngay tối hôm đó, khi đang ở nhà, ông đã bị người của Việt Nam Quốc dân đảng bắt cóc đem đi. Theo nhà sử học Nga A.Sokolov: "Trần Đình Long được xem là ứng cử viên Bộ trưởng Ngoại giao của Chính phủ Hồ Chí Minh". Sau đó, báo chí Việt Minh đã yêu cầu Quốc dân đảng thả người, tuy nhiên kể từ đó, Trần Đình Long đã hoàn toàn mất tích.
Báo Sự thật số 12, ngày 13 tháng 1 năm 1946 đã đăng bài ca ngợi Trần Đình Long, coi ông là một trí thức yêu nước nhiệt thành, một nhân tài đã đem hết sức mình vào công cuộc đấu tranh giải phóng dân tộc. Ông đã làm việc cho chính quyền mới cách mạng được đúng 100 ngày.
Cho tới hiện nay, gia đình của Trần Đình Long vẫn chưa tìm thấy tung tích thi hài ông. Người vợ của ông là bà Phương đã mang con trai tên là Trần Đình Lương vào Sài Gòn và sau đó di cư sang Úc sau năm 1975. Ông còn một người con gái là Trần Thị Phong, hiện đang sống tại Thành phố Hồ Chí Minh.

## Tác phẩm
Ngoài hoạt động cách mạng, Trần Đình Long còn viết nhiều tác phẩm báo chí, phóng sự, ký sự, truyện ngắn cùng một số bài hát và một số vở kịch (khi bị tù ở Sơn La). Trong thời kì làm báo ông đã viết thiên ký sự Ba năm ở nước Nga Xô Viết, phóng sự dài kỳ Một cuộc điều tra muối và truyện ngắn Một đêm u ám. Trong đó Ba năm ở nước Nga Xô Viết viết về cuộc sống của người dân ở Liên Xô trong những năm ông hoạt động ở đây, Một cuộc điều tra muối lại nói lên nỗi thống khổ của người dân làm muối vùng biển Văn Lý, Hải Hậu. Truyện ngắn Một đêm u ám phản ánh tâm trạng người trí thức trẻ được giác ngộ, bước vào con đường hoạt động cách mạng, bị kẻ địch giam cầm, tra tấn nhưng vẫn vững tâm tiếp tục lý tưởng đấu tranh giành độc lập dân tộc.

## Hoạt động sân khấu
Trần Đình Long đã ít nhất ba lần hoạt động sân khấu. Lần thứ nhất vào 9 tháng 2 năm 1931 tại Moskva, cùng với các lưu học sinh Việt Nam tổ chức diễn kịch ca ngợi tinh thần yêu nước của các chiến sĩ cách mạng Việt Nam, nhân dịp kỷ niệm cuộc khởi nghĩa Yên Bái. Trong thời kỳ Mặt trận Dân chủ, ông vận động một số thanh niên tham gia hoạt động văn nghệ, trực tiếp chỉ đạo và dàn dựng các tiết mục ca hát, diễn kịch kết hợp diễn thuyết với đề tài yêu nước thành chương trình biểu diễn ở một số điểm nội thành.
Tại ngục Sơn La, Trần Đình Long thành lập hẳn một đoàn kịch mang tên Gánh hát phiêu lưu, gồm toàn tù chính trị, biểu diễn kịch nói lẫn ca kịch cải lượng, tuồng, chèo... Những tác phẩm được biểu diễn là Gia đình và cách mạng của Nguyễn Văn Năng (1943), Bên đường dừng bước và Tình trong trắng của Trần Đình Long (1941), Đêm ba mươi của Văn Tân (1941), Hận Phong Khê (kịch thơ, diễn ở nhà tù Sơn La và nhà tù Chợ Chu năm 1944), Ngọn cỏ gió lùa của Hồng Trang, và đặc biệt hai tác phẩm Đồng chí du dương của Văn Tân và Khởi nghĩa Tây Sơn (chèo, diễn ở nhà tù Bá Vân vào năm 1943) với nội dung yêu nước, cách mạng, đã "chĩa thẳng mũi nhọn vào bè lũ đế quốc và phong kiến"